# ГЕС Upper Keng Tawng
ГЕС Upper Keng Tawng — гідроелектростанція, що споруджується на сході М'янми. Знаходячись перед ГЕС Keng Tawng, становить нижній ступінь каскаду на річці Нам-Тенг, правій притоці однієї з найбільших річок Південно-Східної Азії Салуїну (басейн Андаманського моря).
В межах проекту річку перекриють кам'яно-накидною греблею висотою 70 (за іншими даними — 56) метрів та довжиною 549 метрів, яка утримуватиме водосховище з об'ємом 128 тис. м3.
Через тунель довжиною 0,53 км та напірний водовід довжиною 0,34 км ресурс подаватиметься до напівзаглибленого машинного залу, де встановлять три турбіни потужністю по 17 МВт, котрі забезпечуватимуть виробництво 267 млн кВт-год електроенергії на рік.
Видача продукції відбуватиметься по ЛЕП, розрахованій на роботу під напругою 132 кВ.
Завершення проекту заплановане на 2019 рік.